# L'ombra del dubbio (film 1998)
L'ombra del dubbio (Shadow of Doubt) è un film del 1998 diretto da Randal Kleiser.

## Trama
Los Angeles. Jana Kalloway, una giovane donna figlia del noto uomo d'affari Norman Kalloway, viene assassinata e dell'omicidio viene accusato Bobby Medina, un rapper con un passato di spacciatore di droga che ha avuto rapporti sessuali con lei la notte in cui è stata uccisa. Per la sua difesa egli si affida all'avvocata Kitt Devereux, una professionista che in passato ha sostenuto la difesa, facendolo assolvere, di Laird Atkins, un uomo accusato di stupro, divenuto per breve tempo suo amante, che successivamente le ha confessato la sua colpevolezza. L'accusa viene sostenuta da Jack Campioni, un ambizioso procuratore distrettuale ex marito di Kitt. Il caso presenta delle ambiguità e dei rischi in quanto potrebbe coinvolgere Paul Saxon, un uomo politico che ambisce a diventare presidente, a sua volta amante di Jana ed amico di Jack, al quale ha promesso, in caso di elezione, il posto di procuratore generale, ed è ulteriormente complicato dalle continue molestie di Laird nei confronti di Kitt. La difesa rifiuta un accordo ed, una volta che il dibattimento è iniziato, vengono alla luce i rapporti tra Paul e la vittima, forniti anonimamente a Kitt, la quale con uno stratagemma riesce a fare arrestare Laird ed a scoprire che l'assassinio è stato commesso da Jack su commissione della famiglia Saxon, allo scopo di evitare la scoperta di una relazione imbarazzante, scoprendo, dopo il suo arresto, che i materiali necessari alla difesa le sono stati segretamente forniti da Norman.